# Термоли
Тѐрмоли (на италиански: Termoli) е пристанищен град и община в Южна Италия, провинция Кампобасо, регион Молизе. Разположен е на 9 m надморска височина. Населението на града е 134 605 души (към 30 юли 2009).
Градът се намира на брега на Адриатическото море и е най-важно пристанище в Молизе и едно от най-важните на адриатическия бряг на Италия.